# Енхана
Енхана (на африканс Eenhana) е град и административен център на регион Охангвена на Намибия. Името на града на един от местните езици означава телета. Разположен е в северозападната му част в близост до границата с Ангола. Градът е обявен за административен център на 15 април 1999 г. Населението му наброява около 10 000 души.

## Побратимени градове
- Виндхук, Намибия от 17 април 2002 г.